# Nganza (Gbadolite)
Pour les articles homonymes, voir Nganza.
Nganza est une commune de l'ouest de la République démocratique du Congo située dans la ville de Gbadolite le chef lieu de la province e nord Ubangui . 